# Zona Central (Rio de Janeiro)
A Zona Central do Rio de Janeiro é uma área geográfica do município do Rio de Janeiro, sendo o centro histórico, comercial e financeiro do município e do estado. É uma das quatro zonas do município, sendo administrada por uma subprefeitura, a subprefeitura do Centro e Centro Histórico. A subprefeitura administra as regiões administrativas Portuária, Centro, Rio Comprido, São Cristovão, Ilha de Paquetá e Santa Teresa, e engloba todos os seus bairros, que são: Gamboa, Centro do Rio, Lapa, Saúde, Cidade Nova, Santa Teresa, Estácio, Catumbi, Santo Cristo, Paquetá e Glória. Outros bairros também estão incluídos na subprefeitura, embora pertençam à Zona Norte, como: Caju, Benfica, Vasco da Gama, São Cristóvão, Mangueira, Rio Comprido e Praça da Bandeira. Os limites da Zona Central são: Catete, Flamengo e Laranjeiras, na Zona Sul; Alto da Boa Vista, Cidade Universitária, Maracanã, Praça da Bandeira, Vila Isabel, Caju e Tijuca, na Zona Norte. Desde 2009, a região vem sendo revitalizada pelo poder público através de programas como Choque de Ordem, Porto Maravilha e Morar Carioca.[carece de fontes?] Em 2023, o bairro da Glória, que antes fazia parte da Zona Sul da cidade, passou a integrar um dos bairros da Zona Central, através de um decreto assinado pela Prefeitura.

## Turismo

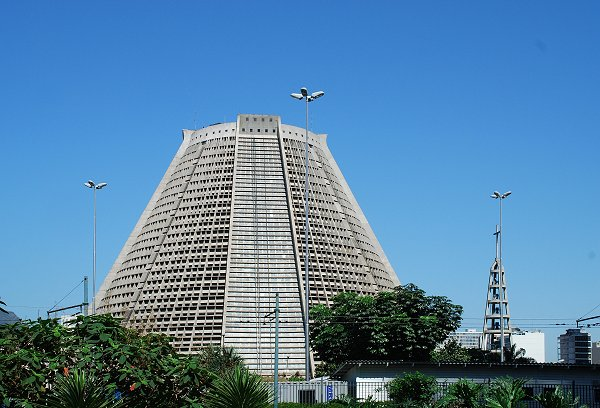
A Catedral Metropolitana de São Sebastião, sede do Museu Arquidiocesano de Arte Sacra.

Habitada por índios desde tempos remotos e povoada por portugueses, escravos africanos e seus descendentes desde o século XVI, a região tem mais pontos turísticos que as demais seis subprefeituras do município. Entre as suas principais atrações turísticas, destacam-se o Aqueduto da Carioca, Academia Brasileira de Letras, Academia Carioca de Magistratura, Biblioteca Nacional, Catedral Metropolitana de São Sebastião, Casa de Banho Dom João VI, Camelódromo, Centro Cultural dos Correios, Centro Cultural Banco do Brasil, Centro Luiz Gonzaga de Tradições Nordestinas, Cidade do Samba Joãosinho Trinta, Cinema Odeon, Estação Central de Metrô e Trem, Estádio Vasco da Gama, Edifício Gustavo Capanema, Ilha Fiscal, Jardim Suspenso do Valongo, Largo da Candelária, Largo da Carioca, Memorial Getúlio Vargas, Monumento aos Mortos da Segunda Guerra Mundial, Mercado da Praça XV, Museu Nacional de Belas Artes, Museu Militar Conde de Linhares, Museu Histórico Nacional, Museu de Astronomia, Museu da Polícia Civil, Museu do Primeiro Reinado, Museu de Arte do Rio, Museu de Arte Moderna, Paço Imperial, Palácio de São Cristóvão, Praça Mauá, Sambódromo Municipal, Solar do Marquês do Lavradio, Theatro Municipal e o Real Gabinete Português de Leitura.

## Transporte
A Zona Central é o núcleo da metrópole do Rio de Janeiro, ou seja, polariza toda a área metropolitana. Ali está a maior concentração de ofertas de emprego da região do Grande Rio, o que faz do local o principal pólo atrator de trabalhadores de todas as partes dessa aglomeração metropolitana. Para atender aos moradores dessa região que se deslocam diariamente em direção ao núcleo metropolitano, principalmente por motivo de trabalho, a Zona Central conta com uma grande quantidade de linhas urbanas - tanto municipais como intermunicipais - de ônibus, vans, trens, metrô e barcas que ligam diretamente essa parte da capital a quase todos os bairros das zonas Sul, Norte e Oeste do município do Rio, e a grande parte dos bairros dos municípios de Duque de Caxias, São João de Meriti, Belford Roxo, Nilópolis, Mesquita, Nova Iguaçu, Queimados, Japeri, Paracambi, Seropédica, Itaguaí, Magé, Guapimirim, Niterói, São Gonçalo, Itaboraí, Tanguá, Maricá, Rio Bonito e Cachoeiras de Macacu, o que condiciona a mobilidade urbana e, dessa forma, mantém todos os municípios da aglomeração metropolitana do Rio de Janeiro fortemente vinculados à sua principal centralidade.
Rodoviário

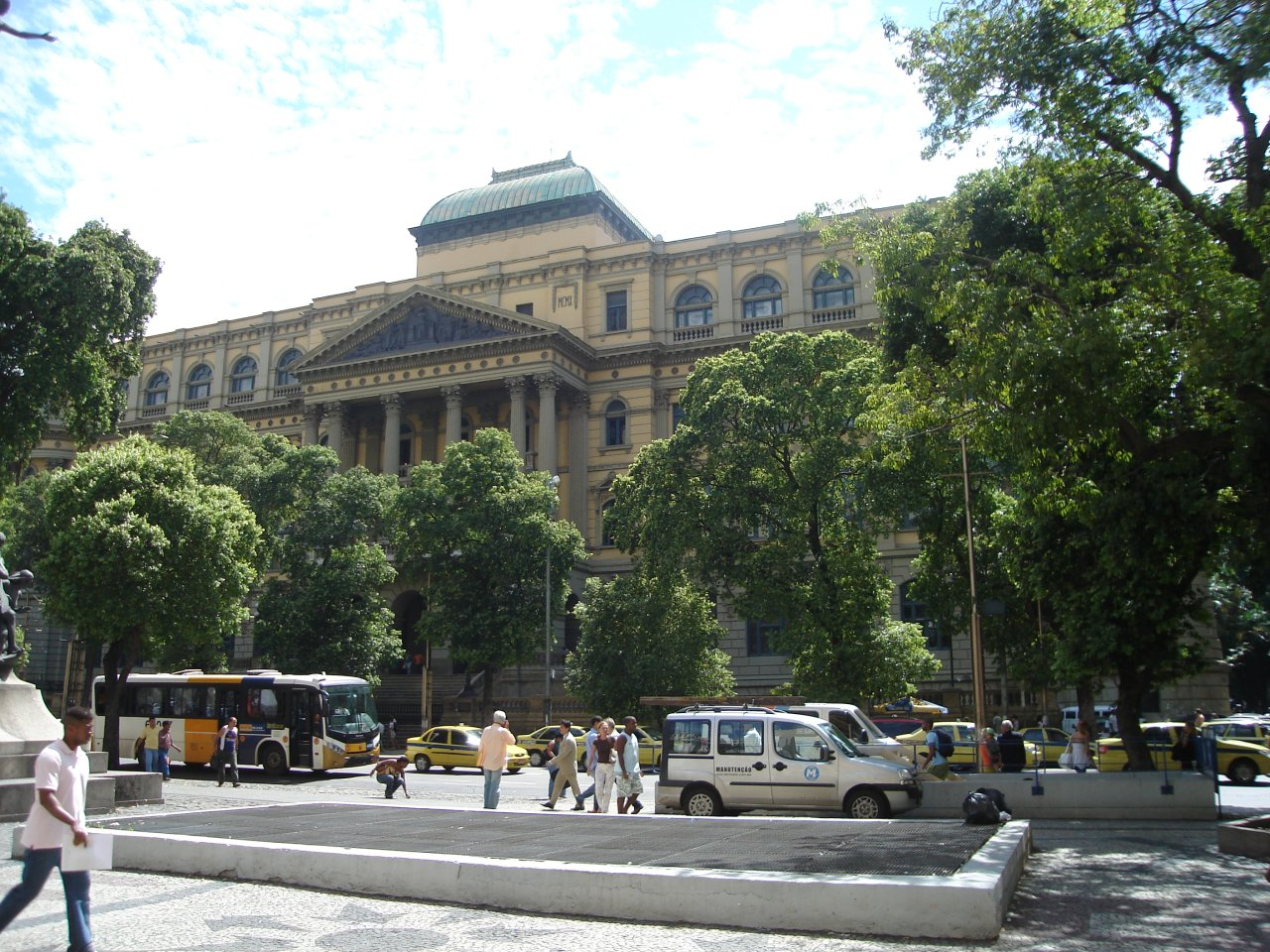
Praça Marechal Floriano: ao fundo, a Biblioteca Nacional

Grandes vias estão localizadas nesta região, como a avenida Rio Branco, avenida Presidente Vargas, avenida Oswaldo Aranha, avenida Francisco Bicalho, avenida Brasil, avenida Rodrigues Alves, túnel Rebouças, e a entrada da via expressa Linha Vermelha, que liga o município do Rio de Janeiro a São João de Meriti. 
Outras vias expressas foram construídas localmente a partir da década de 2010, como: a via Binário do Porto, na superfície e a via Expressa do Porto, no subterrâneo. Ambas atravessam todos os bairros portuários da região, substituindo as funções do antigo elevado da Perimetral, demolido entre 2013 e 2014.
Ferroviário
Quanto às vias ferroviárias, a região possui a Estação Central do Brasil, administrada pela empresa privada de transporte público SuperVia, ligando-a à Zona Norte, à Zona Oeste e a outros municípios da Região Metropolitana do Rio de Janeiro. Atualmente, está em operação, o VLT Carioca que atende exclusivamente os bairros centrais, porém com futuras seis linhas curtas a serem implementadas. Dentre os bairros da Zona Central, o sistema só não atende aos bairros do Catumbi, Cidade Nova e Estácio. Planeja-se estendê-lo a bairros próximos na Zona Norte, com exceção do Rio Comprido. O sistema foi inaugurado, em 2016, se expandido gradualmente. O bairro de Santa Teresa é o único do município que ainda utiliza o bonde como meio de transporte: ele foi retirado, em 2011, de circulação, porém recebeu um modelo mais novo, em 2015.
Metroviário
Oito estações de metropolitano estão espalhadas na região, todas administradas pela empresa metroviária MetrôRio, sediada na Cidade Nova. São elas: Cinelândia / Centro, Carioca / Centro, Uruguaiana / Centro, Saara / Presidente Vargas, Central do Brasil / Centro, Cidade Nova, Praça Onze, e Estácio. Todas são integrantes tanto da Linha 1 quanto da Linha 2.
Hidroviário
Na região, funciona o porto do município, que, além de receber cargas e cruzeiros, constrói as embarcações de carga através da empresa Docas; e ainda faz o transporte de barcas com os bairros de Paquetá e Ilha do Governador e o município de Niterói através da empresa CCR Barcas.
Cicloviário
Até 2010, apenas a Glória possuía uma ciclovia para lazer, porém todos os bairros com exceção de Rio Comprido e Santa Teresa receberam um investimento maior na construção de bicicletários, ciclovias e faixas compartilhadas, além da recuperação de calçadas.
Interestadual
A região abriga, ainda, o Aeroporto do Rio de Janeiro-Santos Dumont, no Centro, e a Terminal Rodoviário do Rio de Janeiro, no Santo Cristo.

## Subprefeitura
A subprefeitura do Centro e Centro Histórico é uma das sete subprefeituras das quais se subadministra o município do Rio de Janeiro, e a responsável por administrar as regiões administrativas de Portuária, Centro, Rio Comprido, São Cristovão, Ilha de Paquetá e Santa Teresa. Faz a intermediação entre a população de toda a área e a prefeitura municipal do Rio de Janeiro. Este é um das responsáveis por desenvolver a ordem urbana para moradores e visitantes e, ainda, revitalizar a região sob sua jurisdição.

## Urbanização

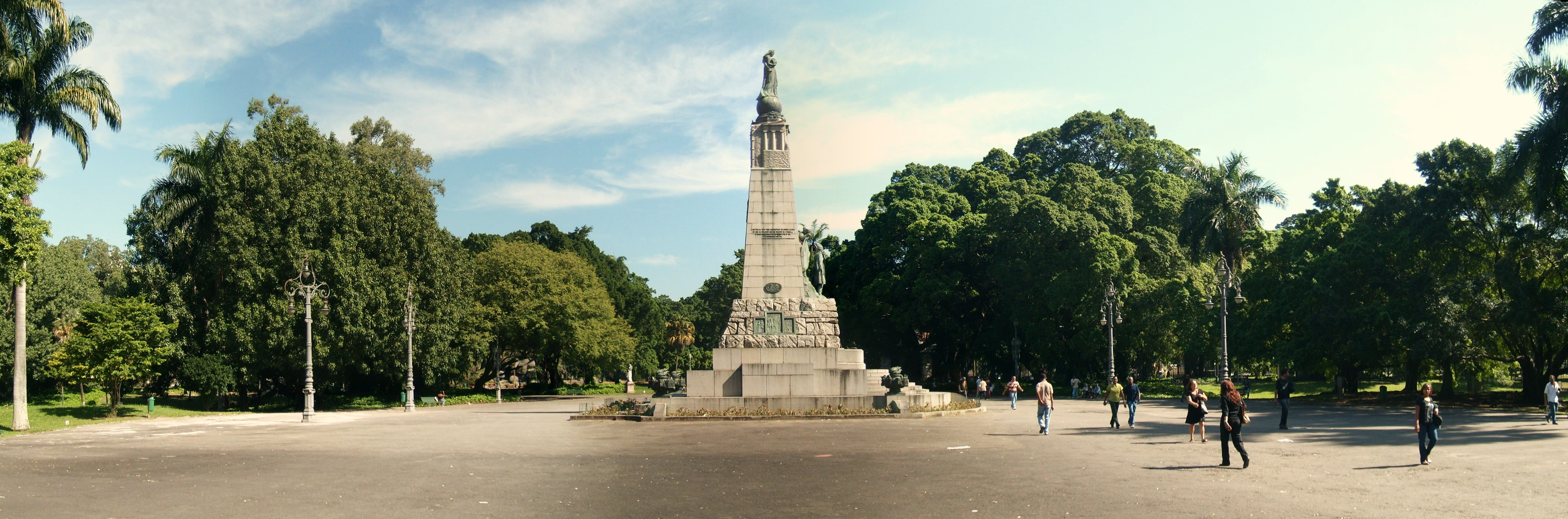
O tradicional Campo de Santana, na praça da República

A área é quase toda urbanizada, com edifícios altos, casas e sobrados tradicionais e algumas favelas médias — de mil a quatro mil moradores. As áreas arborizadas mais significantes estão no Parque Brigadeiro Eduardo Gomes, Campo de Santana, Quinta da Boa Vista, Passeio Público, Parque das Ruínas e Jardim Zoológico.